# Carlo Biotti
Carlo Biotti (né à Milan le 5 juin 1901 et mort à Alassio le 10 décembre 1977 est un juge et un directeur sportif italien, qui a été membre du Conseil d'administration et de la direction du club de football italien de l'AC Milan.

## Biographie
Carlo Biotti est issu d'une famille aristocrate d'agriculteurs-propriétaires fonciers. Il était marié à Maria Giovanna Gambini. Le couple avait deux fils, Fausto et Jon Biotti.
Il a été juge, président du tribunal de Milan et magistrat à la Cour de cassation. Il a été juge des tribunaux pénaux dans les années 1970, pendant les années de plomb. Il présidait à l'époque la première section criminelle du tribunal de Milan, considérée comme la référence judiciaire de l'Italie.
À partir de 1964 Biotti a été directeur du club de football AC Milan.

## Film
L'acteur Bob Marchese joue le rôle de président du tribunal de Milan Carlo Biotti dans le film Piazza Fontana.